# Jonas Bering
Pour les articles homonymes, voir Bering.
Jonas Bering est un musicien français compositeur et remixeur de musique techno, né à Linselles le 9 novembre 1975.
Il publie son premier disque et premier album, intitulé "Bienfait" sur le label allemand Kompakt à 24 ans, dont il est le premier artiste non-allemand à être signé par Michael Mayer et Wolfgang Voigt. Il reste depuis fidèle à ce label qui éditera un second album en 2003, "Sketches for the next season". Son premier album "Bienfait" est le premier album vinyle sorti par le label Kompakt pour un artiste en solo.

## Discographie sélective
- Bienfait (CD, Album), Kompakt (2000)
- Emballages (12", Kompakt (2000)
- From The Nape Of The Neck (12"), Logarythm (2001)
- Marine (12"), Kompakt (2002)
- Normandie (12"), Kompakt (2003)
- Sketches For The Next Season (12", CD, Album), Kompakt (2003)
- Diva (12"), Defrag Sound Processing (2004)
- Behind This Silence (12"), Kompakt (2006)
- Lost Paradise (12"), Kompakt (2006)
- Cityscape (12"), Kupei Musika (2007) w/Kate Simko
- Can't Stop Loving You (12"), Kompakt (2008) w/ Aubelia Petit
- Behind The Silence (CD, Album), Klik Records/Kompakt (2008)